# Сліпець
Сліпець (Nannospalax) —— рід гризунів родини Spalacidae, поширений у Східній Європі та Західній Азії. Це один із двох родів підродини Spalacinae, поряд із Spalax. Як і представники роду Spalax, вони повністю сліпі, їхні очі повністю покриті шкірою.

## Таксономія та еволюція
До 2013 року члени цього роду були згруповані в Spalax, але філогенетичний аналіз показує, що обидва розійшлися під час пізнього міоцену, приблизно 7.6 мільйона років тому, коли між Анатолією та Балканами утворився морський бар'єр. Він також підтримує два різних підроди в межах цього роду; Nannospalax sensu stricto (містить один вид) і Mesospalax, які відокремилися один від одного протягом пізнього міоцену або раннього пліоцену, після підняття Анатолійського плато.
Представники цього роду вирізняються надзвичайною хромосомною різноманітністю, деякі з яких можуть представляти ще невизнані таксони видового рівня. Генетичний аналіз вказує на чіткі періоди диверсифікації серед спалацидів, які відповідають кліматичним змінам, викликаним циклами Міланковича.
Порівняно з іншими гризунами та хребетними тваринами сліпці/сліпаки живуть напрочуд довго – до 40 років. Вчені виявили, що сліпаки доживають свої останні роки без помітного погіршення здоров'я. Частково це пояснюють їхнім відносно повільним метаболізмом. Вони дихають дуже повільно, їхні клітини стійкі до нестачі кисню. Ці гризуни вразили вчених своєю здатністю запобігати раку. Вони роблять це завдяки ранньому гальмуванню контакту. Коли клітини починають ділитися й утворювати пухлину, запускається механізм, який зупиняє їхнє зростання.